# Усачев Руслан
Русла́н Уса́чев (справжнє ім'я — Русла́н Едуа́рдович Віхлянцев; нар. 20 травня 1989, Ленінград) — російський відеоблогер, ведучий, мандрівник, художник і організатор фестивалів. Є ведучим і сценаристом тревел-шоу «Пора валити!», а також засновником і організатором всеросійського національного фестивалю відеоблогерів «Відфест». Складається в YouTube-проєкт «КлікКлак». Колишній учасник медіапортал «„Спасибі“, Єва!».
Внесений до переліку осіб, які створюють загрозу нацбезпеці України.

## Біографія
Руслан Вихлянцев народився 20 травня 1989 року в Ленінграді (нині — Санкт-Петербург). У 1992 році разом з батьками переїхав до Норильська (Красноярський край). Батьки Руслана — геологи. Закінчивши гімназію № 7, Руслан повернувся до Санкт-Петербурга і поступив до СПбДІК на факультет медіадизайну. Пропрацювавши три місяці за фахом, зрозумів, що така робота йому не цікава.
Протягом 2010-х років Руслан жив у Санкт-Петербурзі, де займався відеоблогінгом. У червні 2021 року Руслан опублікував на своєму YouTube-каналі відео з назвою «Пора валити з Росії», де повідомив про майбутні плани переїзду з Росії. В ефірі телеканалу «Дождь», Руслан заявив, що, перш за все, він відправиться до таких країн, як Хорватія, Сербія і Чорногорія. У підсумку, першою країною для проживання стала Чорногорія. Наступними країнами для проживання стали Казахстан та Угорщина.

## Творчість
З 2010 року Руслан починає діяльність на YouTube, в Твіттері і Instagram.
У березні 2010 року створив свій YouTube-канал з назвою «Руслан Усачев».

### «Шкідливе кіно»
З 2010 по 2016 рік на YouTube-каналі Руслана виходила рубрика «Шкідливе кіно». Ця рубрика являла собою розбір російських фільмів сумнівної або середньої якості в сатиричній формі.

### «UsachevToday»
У 2011 році виходить перше відео з рубрики «UsachevToday», яку Руслан знімає по 2021 рік. У цій рубриці він з гумором розповідає про «події та новини в Росії та світі за останній час».

### «„Дякую“, Єва!»
На YouTube-каналі «„Спасибі“, Єва!» Руслан вів свою рубрику під назвою «#twitota», що складається з 31 випуску. У цій рубриці Руслан у гумористичній формі оглядав твіттер-акаунти різних користувачів.

### «Пора валити!»
З 2012 року на YouTube-каналі Руслана виходить тревел-шоу «Пора валити!». У цьому шоу блогери Руслан Усачев і Михайло Кшиштовський, а також оператор Кір Агашков мандрують всім світом і показують різні міста в форматі розважального скетч-шоу. Ведучі розповідають про визначні пам'ятки, громадське харчування, транспорт та інших елементах міського життя. У 2021 році після тривалої заморозки проєкту, було розпочато п'ятий сезон шоу. Михайло Кшиштовський не брав участі в зйомках нового сезону.

### «Образа почуттів віруючих»
У 2014 році Руслан випустив чотири випуски свого авторського фільму «Образа почуттів віруючих», в якому він розповів про проблеми клерикалізації в сучасній Росії. Руслан чекав, що за подібний багатосерійний фільм його оштрафують за законом про образу почуттів віруючих і тому почав кампанію зі збору грошей. Штраф так і не було накладено, тому Руслан вклав пожертвування в розвиток свого YouTube-каналу.

## Кар'єра і суспільна діяльність
У 2014 році Руслан був співведучим Данила Поперечного в стендап-Тур «Без мату».
З 2015 до 2018 року Руслан Усачев проводив фестиваль «Відфест».

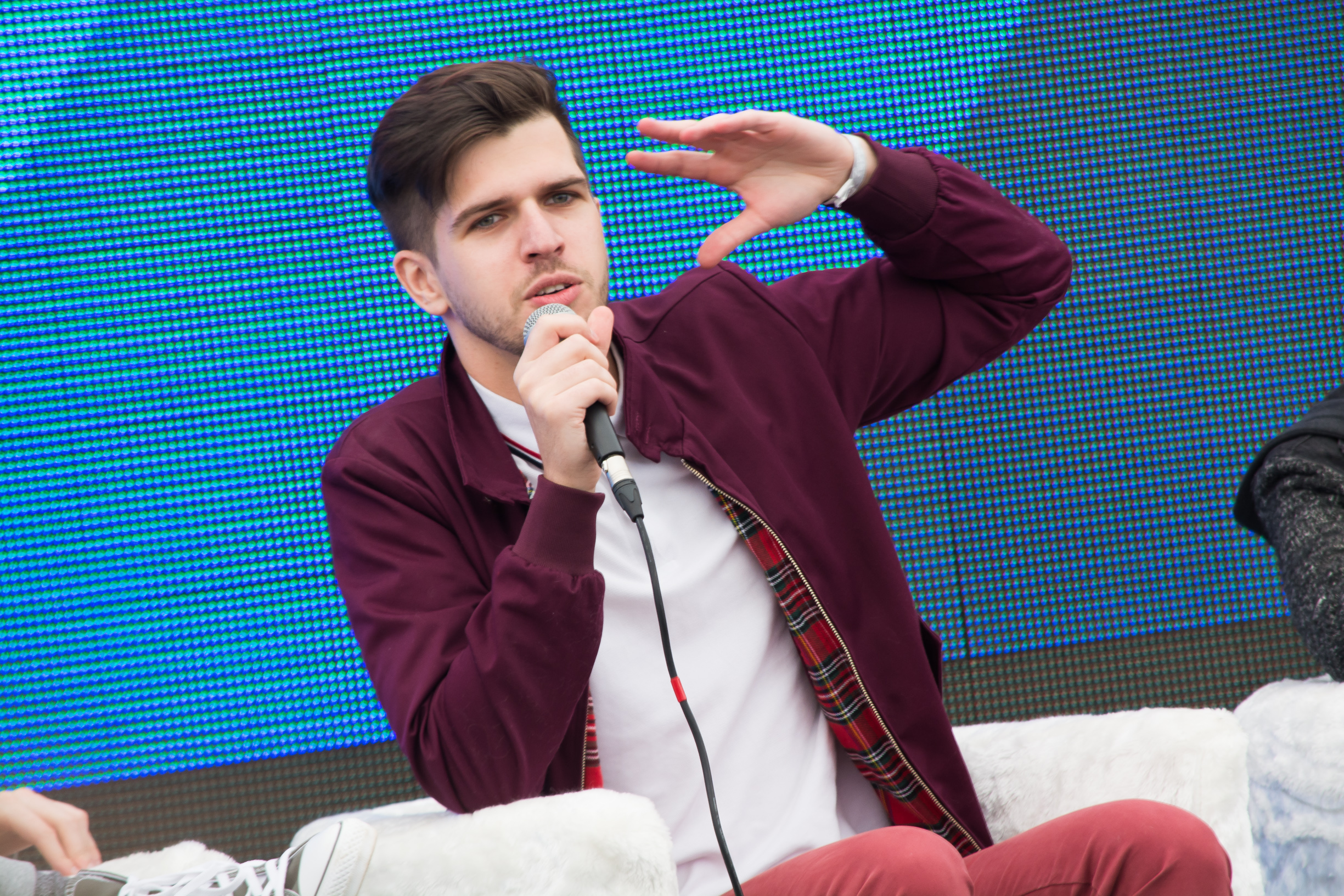
Руслан на фестивалі «Відфест» у Санкт-Петербурзі (2016 рік)

З 2016 року Руслан бере участь в проєкті «КлікКлак» і періодично з'являється у відео на каналі цього проєкту. Був шоураннером «КлікКлак Шоу».
У 2017 році Руслан Усачев, спільно зі своїм другом і співведучим по тревел-шоу «Пора валити!» Михайлом Кшиштовським, відвідав шоу «Вечірній Ургант».
У вересні 2019 року Руслан брав участь у літературних читаннях «Сядь за текст», організованих репером Оксіміроном — Руслан в прямому ефірі зачитав рядки з книги «Рабство нашого часу» за авторством Льва Толстого. В цьому ж році Руслан пожертвував один мільйон рублів на користь благодійної організації "Нічліжка ".
Також Руслан брав участь у зйомках кліпів Little Big на пісні: «Hypnodancer», «Skibidi: Romantic Edition», «Life In Da Trash».
У вересні 2021 року на каналі «вДудь» вийшло інтерв'ю за участю Руслана.

## Курйози
У 2011 році Руслана запросили на конференцію з президентом Російської Федерації Дмитром Медведєвим. На цій конференції Руслан попросив Медведєва підписатися на його аккаунт в Twitter, на що той погодився і згодом виконав свою обіцянку.

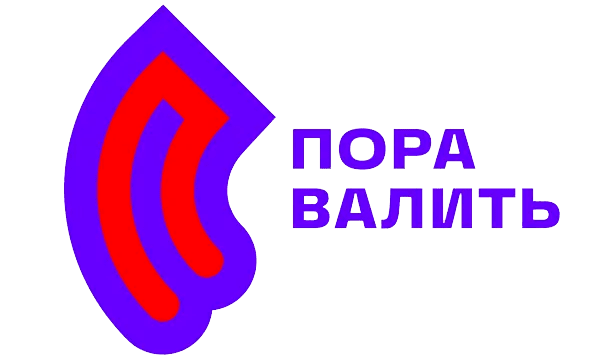
Другий логотип «Пора Валити», розроблений Студією Артемія Лебедєва

У серпні 2019 року Руслан випустив відео, на своєму YouTube-каналі, про те, як він замовив експрес-дизайн логотипу для тревел-шоу «Пора валити!» в Студії Артемія Лебедєва за 100 000 рублів. Результат роботи студії викликав багато критики від Руслана і його глядачів, що викликало відповідну реакцію і від засновника цієї студії Артемія Лебедєва. У жовтні того ж року після невдалого досвіду з першим дизайном логотипа, Руслан замовив другу його версію за програмою експрес-дизайну за 100 000 рублів і випустив про це відео на своєму YouTube-каналі. На цей раз Руслан залишив позитивний відгук про новий логотип.

## Критика
Багатосерійний фільм Руслана «Образа почуттів віруючих» був розкритикований частиною його аудиторії за те, що назва фільму не відповідала змісту. Якщо сам фільм повинен був розповідати про релігію, то на ділі в ньому обговорювалася РПЦ. Інші ж відзначали, що в фільмі Руслана є недомовленості, проблеми з посиланнями на джерела і фактчекінгом.

## Нагороди та премії
- Номінант премії «Men of the Year 2021» журналу GQ в категорії «Обличчя з екрана»[36].
- Номінант «National Geographic Traveler Awards 2019»[37].
- За свої 100 000 і 1 000 000 підписників на YouTube-каналі «Руслан Усачев» Руслан отримав срібну і золоту кнопки YouTube[38].
- На думку журналу «Собака.ru», у 2012 році Руслан Усачев увійшов до числа п'ятдесяти найзнаменитіших людей Санкт-Петербурга, а також став переможцем у номінації «Стартап року»[39].
- Лауреат російської премії «Лайк-2015»[40].